# Маргания, Отар Леонтьевич
Отар Леонтьевич Маргания (род. 5 апреля 1959 или 1959, Гали, Абхазская АССР) — советский и российский экономист, декан экономического факультета Санкт-Петербургского государственного университета, президент Центра исследований модернизации при Европейском университете в Санкт-Петербурге, член Попечительских советов Мариинского театра и Третьяковской галереи.

## Биография
Родился 5 апреля 1959 г. в Грузии. В 1985 году с отличием окончил Экономический факультет Ленинградского государственного университета им. А. А. Жданова по специальности «Политэкономия», квалификация «Экономист».
С 1985 г. по 1988 год обучался в аспирантуре Экономического факультета ЛГУ. Защитил диссертацию на соискание учёной степени кандидата экономических наук.
С 1988 г. в течение 10 лет занимал должность доцента на кафедре экономической теории Экономического факультета СПбГУ.
Параллельно с преподавательской деятельностью работал в Агентстве регионального развития Санкт-Петербурга. Там же с ним трудились И. А. Южанов, А. Б. Миллер.
В начале 90-х гг. принимал активное участие в организации работы Санкт-Петербургской фондовой биржи, был успешным брокером. Позже занялся банковской деятельностью, являлся членом советов директоров ОАО «Промышленно-строительный банк», ОАО «Банк Возрождение», с 2010 г. стал председателем последнего, занимал должность старшего вице-президента ОАО «Внешторгбанк».
В 2009 г. Указом Президента РФ Д. А. Медведева награждён орденом Почёта.
В марте 2011 г. возглавил Экономический факультет Санкт-Петербургского государственного университета, став его деканом, а также профессором кафедры экономической теории и экономической политики.
Входил в состав общественного совета при Министерстве финансов РФ, является президентом центра исследований модернизации при Европейском университете в Санкт-Петербурге, членом Попечительских советов Мариинского театра и Третьяковской галереи.
В 2018 г. Президент РФ В. В. Путин объявил Благодарность О. Л. Маргания за большой вклад в работу по подготовке Стратегии развития Российской Федерации на 2018—2024 годы.
Женат, имеет троих детей.

## Научные интересы
Среди основных научных интересов — модернизация и государственное регулирование экономики, банковское дело, стратегический менеджмент.
Является организатором создания научно-исследовательских лабораторий на экономическом факультете СПбГУ под руководством ведущих мировых учёных и практиков — Нобелевского лауреата по экономике К. Писсаридеса, профессора Оксфордского университета, экс-младшего министра сферы образования, культуры и науки Нидерландов Фр. ван дер Плоега, бывшего представителя Японии в МВФ, директора Института глобальных исследований Кэнон Д. Котегавы.
Является председателем редакционного совета научно-теоретического журнала «Вестник Санкт-Петербургского университета. Экономика», членом редакционной коллегии научно-практического журнала «Аудиторские ведомости», председателем программных комитетов ежегодных международных научных и научно-практических конференций и семинаров, проводимых СПбГУ с 2011 г. Также руководил организацией международной научно-практической конференции «Роль лауреатов Нобелевских премий в развитии мировой цивилизации и научно-технического прогресса» в 2013 г. и шестого российско-украинского симпозиума «Теория и практика налоговых реформ» в 2014 г.

## Награды
- Орден Почёта (23 июля 2009 года) — за достигнутые трудовые успехи и многолетнюю добросовестную работу[2].
- Юбилейная медаль «МПА СНГ. 25 лет» (12 апреля 2018 года) — за заслуги в деле развития и укрепления парламентаризма, за вклад в развитие и совершенствование правовых основ функционирования Содружества Независимых Государств, укрепление международных связей и межпарламентского сотрудничества[3].

### Научные публикации
- Marganiya O., Gel’man V., Travin D. The Russian Path. Ideas, Interests, Institutions, Illusions, Stuttgart: ibidem-Verlag, 2020.
- Занятость и экономический рост. / Под ред К. Писсаридеса, О. Л. Маргания, С. А. Белозерова. — Изд-во СПбГУ, 2018. — 306 с.
- Маргания О., Травин Д. Модернизация: от Елизаветы Тюдор до Егора Гайдара — СПб.: Норма, 2016.
- Marganiya O., Gel’man V., Travin D. Reexamining Economic and Political Reforms in Russia, 1985—2000. Lexington Books. New York. 2014.
- Marganiya O., Gel’man V. Resource Curse and Post-Soviet Eurasia. Lexington Books. New York. 2010.
- Маргания О., Добронравин Н. Нефть. Газ. Модернизация общества. — СПб: Омега-Л, 2010.
- Маргания О., Гельман В. Пути модернизации: траектории, развилки и тупики. СПб: Изд-во Европейского университета в Санкт-Петербурге, 2010.
- Маргания О. СССР после распада. — СПб: Экономическая школа, 2007.
- Маргания О., Травин Д. Европейская модернизация: в 2 кн. М.: ООО «Издательство АСТ»; СПб: Terra Fantastica, 2004.